# Ocrisiona liturata
Ocrisiona liturata là một loài nhện trong họ Salticidae.
Loài này thuộc chi Ocrisiona. Ocrisiona liturata được Ludwig Carl Christian Koch miêu tả năm 1879.